# Elisabeth von Knobelsdorff
Elisabeth von Knobelsdorff (* 17. Juni 1877 in Potsdam; † 20. April 1959 in Bassum) war eine deutsche Architektin. Sie war die erste Frau, die den Abschluss Diplom-Ingenieur an einer Technischen Hochschule des Deutschen Reichs erwarb.

## Herkunft
Ihre Eltern waren Marie Elisabeth Francis Gertrud Dyhrenfurth (* 17. September 1856) und deren Ehemann Generalmajor Heinrich Wilhelm Kurt von Knobelsdorff (* 13. April 1850), Kommandant in Gaudenz.

## Leben und Leistungen
Elisabeth von Knobelsdorff besuchte als Tochter eines Generalmajors Schulen in verschiedenen Städten Deutschlands, ein Pensionat in Oxford und das Konservatorium in Berlin, bevor sie 1906 am Münchner Realgymnasium das Abitur ablegte. Im Jahr 1907 begann sie das Studium der Architektur an der TH Charlottenburg (heute: Technische Universität Berlin), zuerst als Gasthörerin, nach der Zulassung von Frauen an den Hochschulen in Preußen im Jahr 1909 als ordentlich Immatrikulierte. Sie beendete ihr Studium im Jahr 1911 als erste Frau in Deutschland mit der Prüfung zur Diplom-Ingenieurin.
1912 wurde sie im Architekten- und Ingenieurverein zu Berlin (AIV) das erste weibliche Mitglied und beteiligte sich an der Ausstellung „Die Frau in Haus und Beruf“, einer Leistungsschau der bürgerlichen Frauenbewegung. Zu den Organisatorinnen dieser Ausstellung gehörte ihre Tante Gertrud Dyrenfurth (1862–1946), die auf dem Gut der Familie in Jakobsdorf bei Breslau lebte. Elisabeth von Knobelsdorff entwarf für das schlesische Dorf ein Gemeindehaus, das 1915 gebaut wurde. Es blieb bis 1946 das soziale Zentrum von Jakobsdorf.
Im Ersten Weltkrieg war sie als „Feldarchitekt im Leutnantsrang“ bei der Militärbauverwaltung in Döberitz bei Potsdam und bei der Obersten Heeresleitung (OHL) im besetzten Belgien tätig. Nach dem Ersten Weltkrieg arbeitete sie als Architektin bei der Provinzialregierung in Potsdam. Im Jahr 1921 legte sie die Staatsprüfung für das Hochbauamt ab und wurde wiederum als erste Frau in Deutschland zum Regierungsbaumeister ernannt.
Im Jahr 1922 heiratete sie Kurt Wilhelm Viktor von Tippelskirch, Legationsrat im Auswärtigen Amt, und wurde daraufhin im Jahr 1923 (als verheiratete und damit versorgte Ehefrau) aus dem Staatsdienst entlassen. Sie arbeitete dann freiberuflich als Architektin in Berlin-Charlottenburg, bis sie 1927 ihren Mann in die USA begleitete.
Nach der Rückkehr im Jahr 1938 lebte das Ehepaar in Jakobsdorf, von wo es Ende des Zweiten Weltkriegs vertrieben wurde. Elisabeth von Knobelsdorff lebte von 1946 bis zu ihrem Tod in Bassum bei Bremen.

## Werke
- Gemeindehaus Jakobsdorf, Kreis Neumarkt bei Breslau, 1915
- Villa in Potsdam, 1924/25